# Nastro d'argento al millor actor debutant
El Nastro d'argento al millor actor debutant (Cinta de plata) és un premi cinematogràfic concedit anyalment pel Sindicat Nacional de Periodistes Cinematogràfics Italians (Sindacato Nazionale dei Giornalisti Cinematografici Italiani) l'associació italiana de crítics de cinema.
El primer d'aquests premis es va atorgar el 1948 com a Nastro d'argento al millor actor debutant. Posteriorment, durant moltes edicions aquest reconeixement ja no es va atorgar fins que el 1973 es va restaurar amb la denominació Nastro d'argento al millor actor novell, que després es va utilitzar per a totes les ocasions posteriors. Després del 1986 ja no es va atorgar, tot i que la seva funció es va reprendre d'alguna manera, a partir del 2001, amb el premi Guglielmo Biraghi.

## Guanyadors
Els guanyadors estan indicats en negreta, seguits dels altres candidats.

### Anys quaranta
- 1948: Luigi Tosi - Tombolo, paradiso nero

### Anys setanta
- 1973: Luigi Squarzina - Il caso Mattei
- 1974: Gianfilippo Carcano - Amarcord
- 1975: Renato Pozzetto - Per amare Ofelia
  - Al Cliver - Il Saprofita
- 1977: Vincenzo Crocitti - Un borghese piccolo piccolo
- 1978: Saverio Marconi - Padre padrone

### Anys vuitanta
- 1980: Carlo Verdone - Un sacco bello
- 1981: Massimo Troisi - Ricomincio da tre
- 1982: Beppe Grillo - Cercasi Gesù
- 1983: Fausto Rossi - Colpire al cuore
- 1984: No concedit
  - Leonardo Treviglio - Desiderio
  - Fabrizio Bracconeri - Acqua e sapone
- 1986: Elvio Porta - Un complicato intrigo di donne, vicoli e delitti
  - Stefano Maria Mioni - Un ragazzo come tanti
  - Federico Pitzalis - Diavolo in corpo